# Dear Heart (Lied)
Dear Heart ist ein Lied, das von Henry Mancini, Ray Evans und Jay Livingston geschrieben und von Andy Williams gesungen wurde. Es ist auf dem Album Andy Williams’ Dear Heart von 1965 zu hören und diente als Titelmelodie für den Film Die Frau seines Herzens von 1964. Das Stück wurde für den Oscar als bester Originalsong nominiert und war auch bei den 22. Golden Globe Awards als bester Song nominiert.

## Chartplatzierungen
| ChartsChartplatzierungen       | Höchstplatzierung | Wochen |
| ------------------------------ | ----------------- | ------ |
| Vereinigte Staaten (Billboard) | 24 (11 Wo.)       | 11     |

## Coverversionen
- Henry Mancini veröffentlichte 1964 eine Version des Liedes, die Platz 14 in den Adult Contemporary Charts und Platz 77 in den Billboard Hot 100 erreichte.[2]
- Frank Sinatra nahm das Lied 1964 für sein Album Softly, as I Leave You auf.
- Auch Jack Jones veröffentlichte 1964 eine Version, die Platz 6 der Adult Contemporary Charts und Platz 30 der Billboard Hot 100 erreichte.[3]
- Al Martino – für sein Album We Could (1965).[4]
- Bobby Darin – aufgenommen in sein Album Venice Blue (1965)
- Brenda Lee – in ihrem Album The Versatile Brenda Lee (1965).[5]
- Bobby Vinton – auf seiner LP Drive-In Movie Time (1965).
- Mrs. Miller coverte den Song für ihr erstes Capitol Records Album Mrs. Miller's Greatest Hits (1966).[6]
- Slim Whitman – auf seinem Album Home on the Range (1977)
- Im Vereinigten Königreich gab es 1965 Coverversionen von Ronnie Hilton[7] und Ronnie Carroll.[8]